# Chojno (Trzciano)
Chojno – nieoficjalny przysiółek wsi Trzciano w Polsce położony w województwie pomorskim, w powiecie kwidzyńskim, w gminie Ryjewo.
W latach 1975–1998 miejscowość administracyjnie należała do województwa elbląskiego.